# Clackline Bridge
Clackline Bridge ist eine Straßenbrücke in Clackline, Western Australia, 77 km östlich von Perth im Shire of Northam, über die bis 2008 der Great Eastern Highway führte. Es ist die einzige Brücke in Western Australia, die über einen Fluss und eine Bahnstrecke führt, nämlich den Clackline Brook und die frühere Strecke der Eastern Railway. Aufgrund der schwierigen Topographie und wegen des Verlaufes der früheren Bahnstrecke hat die weitgehend aus Holz errichtete Brücke eine ungewöhnlich gebogene und geneigte Konstruktionsweise. Die Brücke wurde 1934 in Auftrag gegeben, um zwei gefährliche Eisenbahnübergänge und eine kleine Brücke zu ersetzen. Der Bau begann im Januar 1935 und wurde rasch durchgeführt, sodass die Brücke bereits im August desselben Jahres eingeweiht werden konnte. Seither wurde das Bauwerk mehrmals verbessert und instand gesetzt; 1959/60 wurde die Brücke um drei Meter verbreitert, doch blieb die Brücke ein Sicherheitsrisiko, und in den 1970er und 1980er Jahren nahm die Schwere und Zahl von Verkehrsunfällen zu. Die Planungen für eine Umgehung der Brücke begannen in den 1990er Jahren, und zwischen Januar 2007 und Februar 2008 entstand der Neubau. Die Ortsansässigen befürchteten jedoch, dass das historische Bauwerk verloren gehen könnte; es dient jedoch noch immer dem lokalen Verkehr und wurde sowohl in das Northam Municipal Heritage Inventory als auch in das Register of Heritage Places des Heritage Council of Western Australia aufgenommen.

## Beschreibung
Die Clackline Bridge ist eine Holzbrücke, die über den Clackline Brook und die frühere Trasse der Eastern Railway führt. Sie steht im Shire of Northam, etwa 77 km östlich von Perth. Bedingt durch die Topographie an dieser Stelle, den Verlauf der früheren Bahntrasse und die frühere Lage des Great Eastern Highway ist die Brücke ungewöhnlich, was Biegung und Neigung der Fahrbahn angeht. Das Bauwerk verfügt über 18 Spannen mit einer Gesamtlänge von 126,35 m, einen Kurvenradius von 1300 Fuß (rund 390 m) und einer Steigung von 5 %. Die Pfeiler sind nummeriert, wobei Nummer 1 am östlichen Ende der Brücke liegt. Die zweigleisige Bahnstrecke, die Perth und Northam verband, führte zwischen den Pfeilern 16 und 17. Die Pfeiler 14 bis 17 schneiden die frühere Bahntrasse in einem Winkel von etwa 40 Grad, was zu unterschiedlichen Abständen der einzelnen Pfeiler führt. Vom westlichen Widerlager aus folgt auf die erste 7,6 m lange Spanne die längste Spanne mit 14,2 m zwischen den Pfeiler 16 und 17, dann folgen eine 4,8 m lange und zwei 5,2 m lange Spannen. Die 13 übrigen Spannen sind gleich lang und messen jeweils 6 m.:8

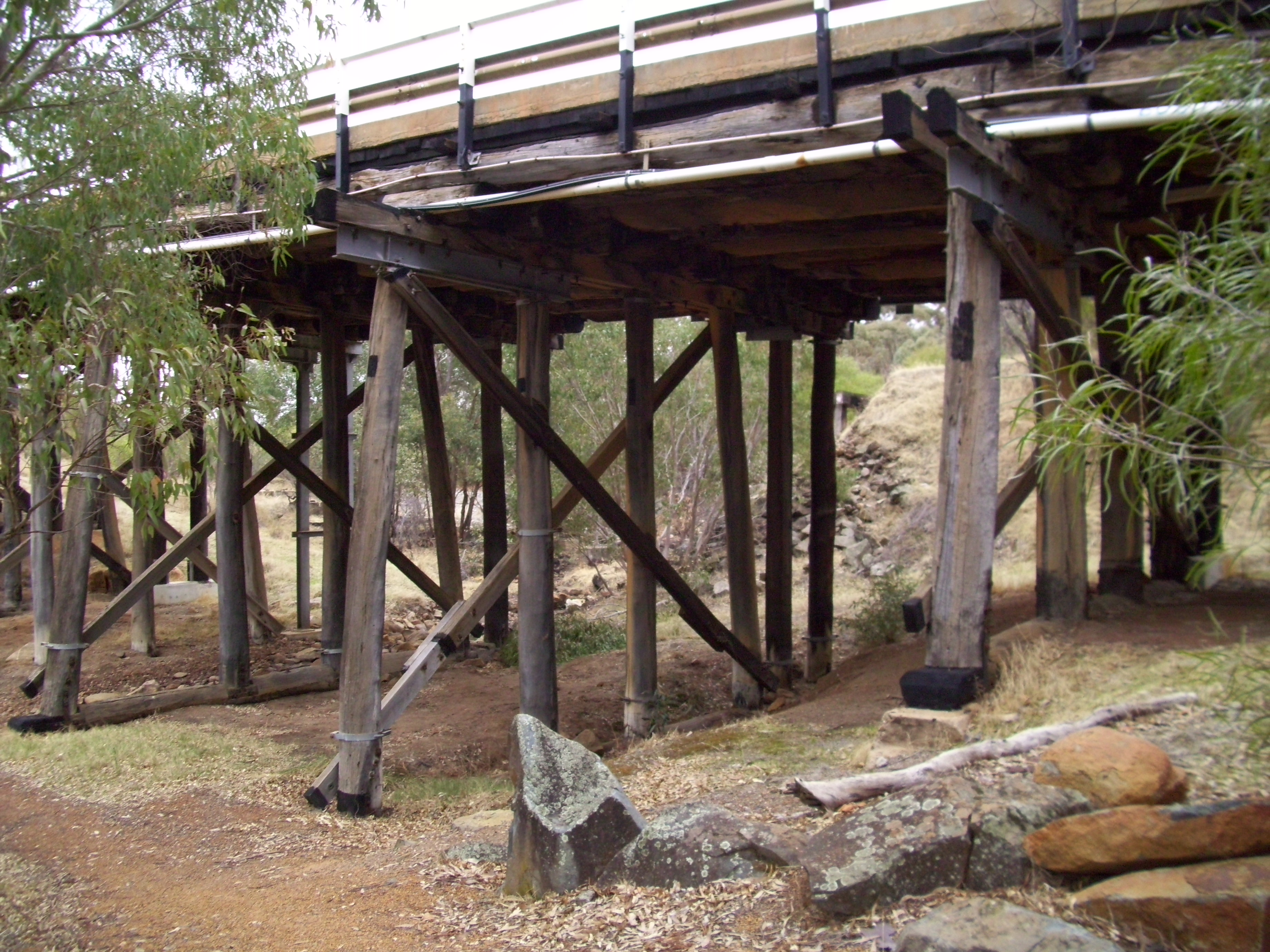
Stützenkonstruktion der Clackline Bridge

Die Brücke wurde zwar mehrfach verändert, doch die ursprünglichen Pfeiler blieben erhalten. Diese bestehen ursprünglich aus vier diagonal verstrebten runden Stützen aus Wandooholz; diese werden unterstützt durch waagerechte, 450 mm starke Holzschwellen, die 400 mm stark eingeblattet und an Einzelbetonfundamenten befestigt wurden,:9 wobei letztere auf dem Grundgestein etwa 1,5 m unter der Oberfläche sitzen. Die ursprünglichen Spannen der Brücke bestanden aus sieben abgerundeten Längsbalken mit einem Durchmesser von mindestens 400 mm; sie liegen auf Konsolen aus Jarrah, die von ebenfalls aus Jarrah hergestellten Lagerbalken mit den Abmessungen 600 × 150 mm getragen werden. Die 14 m lange Spanne über der früheren Bahnstrecke saß allerdings auf vier Stahlträgern mit den Abmessungen 610 × 190 mm.:8–9
Ursprünglich war die Fahrbahn 5,5 m breit, dazu kam ein Gehweg mit einer Breite von einem Meter. Später wurde die Brücke um drei Meter verbreitert, indem an jedem Pfeiler zwei zusätzliche Stützen angebracht wurden. Zum selben Zeitpunkt wurde die Spanne über die Bahnstrecke verstärkt, indem acht zusätzliche Stahlträger eingezogen und Stahlplatten auf die Flansche der bestehenden Träger geschweißt wurden. Die Brückenauffahrten wurden auf einer Länge von 150 m im Westen und 60 m im Osten ebenfalls verbreitert. Das Brückendeck aus Holzplanken wurde durch Betonplatten ersetzt, die seitdem mehrfach instand gesetzt wurden, insbesondere am Pfeiler 13. Einige der Verbindungsbolzen in der Konstruktion wurden ersetzt, ebenso eine der Betonplatten der westlichen Zufahrt. 2008 wurde das Bauwerk als in gutem Zustand eingestuft.:9
Main Roads Western Australia führt die Clackine Bridge unter der Bauwerksnummer 0608. Die Länge der Brücke wird derzeit angegeben mit 133,6 m und die Breite mit 8,98 m, zwischen den Randsteinen 8,75 m. Die Oberfläche der Brücke umfasst 119,73 m2, die längste der Spannen misst 14,2 m. 2008 war es die einzige Brücke in dem Bundesstaat, die sowohl eine Bahnstrecke als auch einen Wasserlauf unterführt.:10

## Geschichte

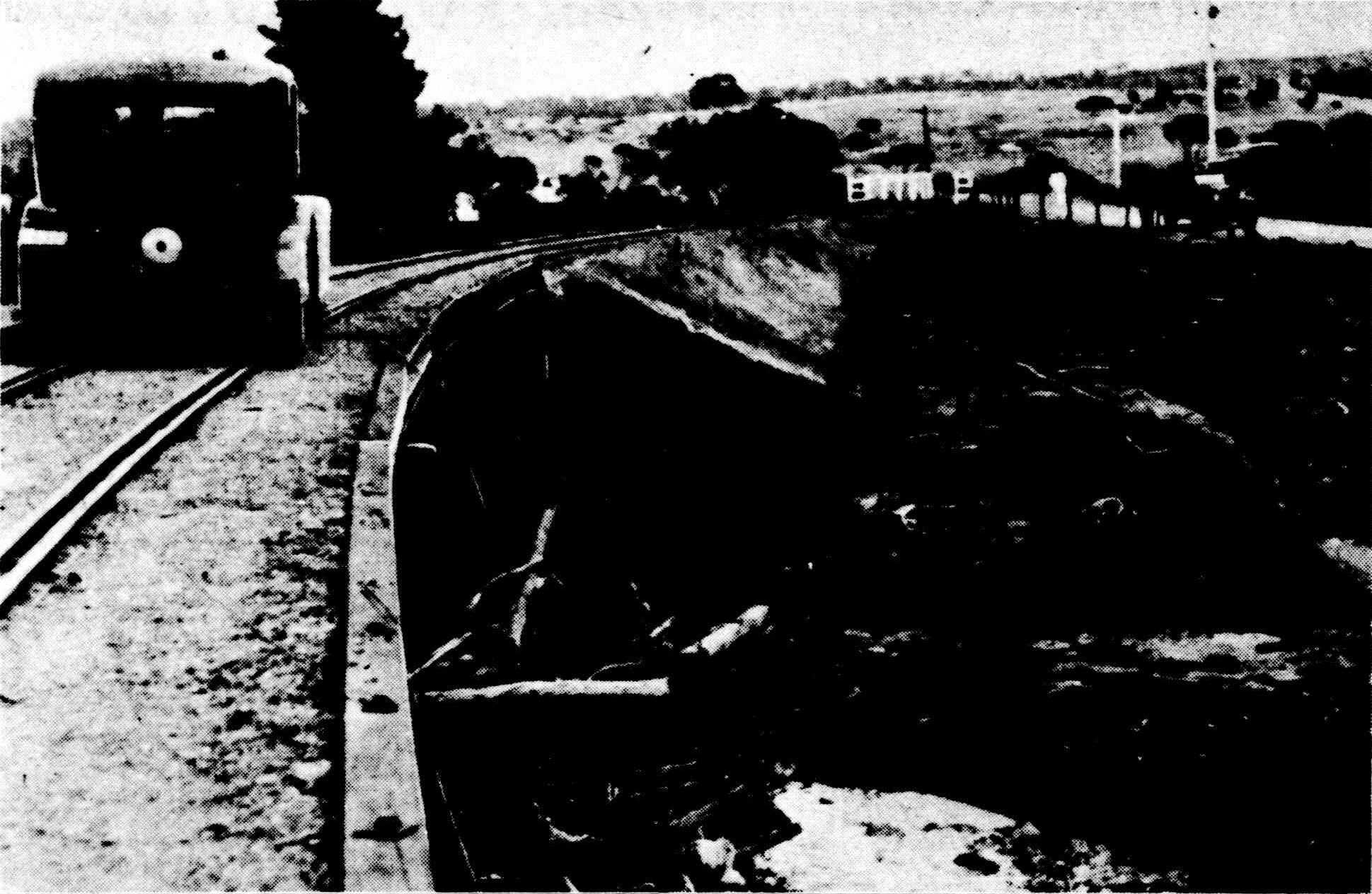
Weil die Straße überflutet war, fährt dieses Auto auf dem Bahndamm (Abbildung von 1934).

Die Siedlung Clackline entstand als Haltepunkt im Abschnitt Spencers Brook–Northam an der 13. Oktober 1886 eröffneten Eastern Railway. An dieser zweigte die Straße nach Newcastle (heute Toodyay) von der Strecke von Perth nach Kalgoorlie ab; sowohl Bahnstrecke als auch Straße überquerten den Clackline Brook. 1926 beschrieb der Chefingenieur für Straßen und Brücken des Main Roads Departments, A. Fotheringham, den Großteil der Straße von Wooroloo nach Clackline als „simplen Buschpfad, der im Laufe der Zeit durch den Verkehr ausgeweitet wurde“.:4
Die Straße überquerte in der Nähe des Ortes zweimal die Bahnstrecke und mittels einer kleinen Brücke den Clackline Brook, doch waren die beiden Eisenbahnübergänge „in Bezug auf den Straßenverkehr ungeschickt und gefährlich gelegen, was einer eingeschränkten Sichtweite geschuldet war“,:3 und die Flussquerung wurde 1935 als „ein primitiver und inadäquater Durchlass“ bezeichnet.:3–4
Obwohl die Notwendigkeit, diesen Abschnitt der Straße zu verbessern, bereits 1926 erkannt wurde, waren die Finanzmittel beschränkt, und nur ein Teil der notwendigen Verbesserungen wurde durchgeführt, einschließlich einer Neutrassierung der Straße entlang der Lockyer Road, wozu mehrere Grundstücke angekauft und die Fahrbahn erneuert wurden; die Kosten dafür beliefen sich auf £8000. Im März 1934 trat der Clackline Brook über die Ufer und verursachte Schäden in Northam, Toodyay, York, Beverly und Umgebung. Das Hochwasser schnitt die Straße ab und unterbrach die Bahnverbindung. Das Main Roads Department hatte eigentlich beabsichtigt, die verbliebenen Verbesserungen im November 1933 abzuschließen, was jedoch nicht erfolgte, und die Überflutung machte die Angelegenheit noch dringlicher. Albert Hawke, MLA für den Wahlbezirk Northam, sah sich veranlasst, an den Commissioner for Main Roads, E. W. Tindale, zu schreiben, um auf den Beginn der Arbeiten zu drängen, zumal die Arbeiten in Northam schon fast beendet waren.:4–5

### Design und Konstruktion

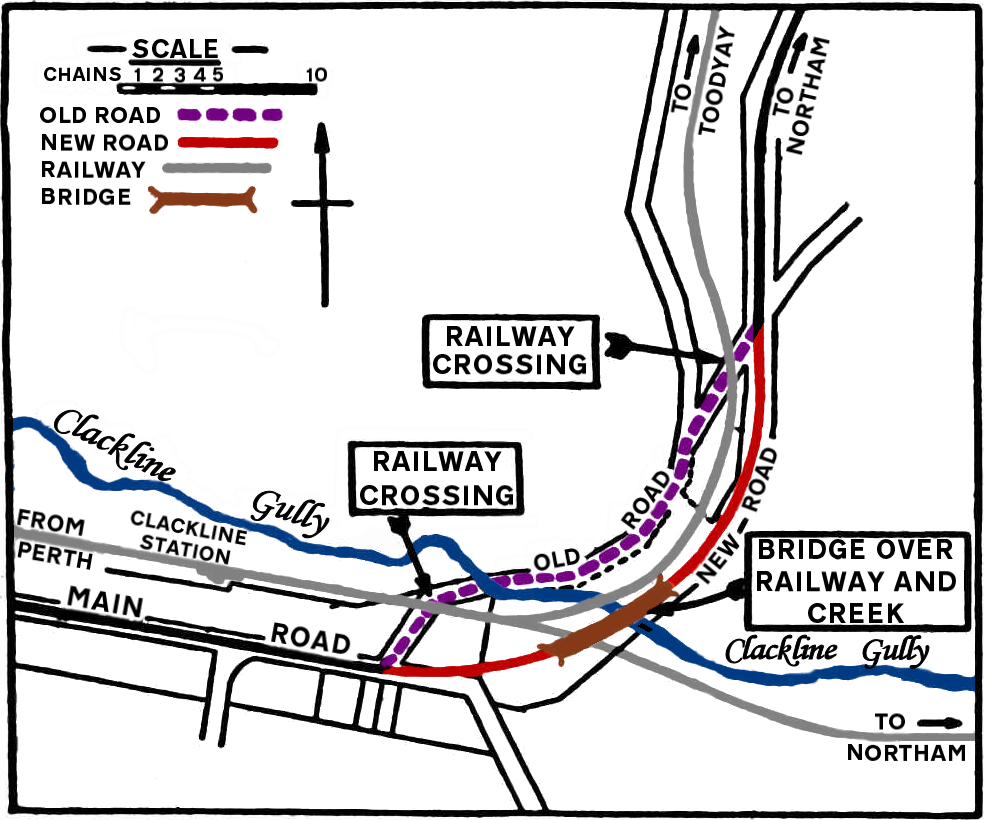
Der Bau der Clackline Bridge diente der Vermeidung von zwei Bahnübergängen und gefährlichen Kurven (Karte aus dem Jahr 1935).

Ernest Godfrey, der Ingenieur des Straßenbauamtes, stellte den Entwurf für die Umgehung von Clackline und eine einzelne Brücke über Flusslauf und Bahnstrecke im August 1934. Godfrey war der erste Brückeningenieur des Main Roads Department, und ihm wird die Einführung von Beton- und Stahlbrücken in Western Australia zugeschrieben. Für die Clackline Bridge schlug Godfrey jedoch die Verwendung von Bauholz vor – dem Standardbaumaterial für Brücken in Australien zuvor –, Stahl sah sein Entwurf nur für die längere Spanne über die Bahnstrecke vor. Er schlug ebenfalls vor, dass auch ein Fußweg über die Brücke führen sollte, sodass Schulkinder und andere Fußgänger ebenfalls sicherer die Bahnstrecke überqueren konnten. Die Baukosten wurden mit £8500 veranschlagt, der Fußweg sollte £700 kosten. Gegenüber dem Entwurf wurde die endgültige Lage der Brücke einige Meter nach Süden verlegt, weil die Eisenbahnverwaltung einen größeren Abstand der Straße zur Bahnstrecke nach Toodyay wollte, die hier parallel zur Straße verläuft. Dadurch wurde der Kurvenradius vergrößert, allerdings mussten auf dem Schulhof der örtlichen Schule einige hochgewachsene Kiefern gefällt werden.:5
Die Bauarbeiten wurden von Januar 1935 an durch Arbeiter des Main Roads Department ausgeführt, im Rahmen eines Arbeitsbeschaffungsprogrammes. Die Western Australian Government Railways (WAGR) waren in verschiedene Aspekte des Projektes eingebunden; zum einen war der Erwerb von der Eisenbahnverwaltung gehörendem Land erforderlich, zum anderen stellte die WAGR einen Fünftonnenkran, mit dem die Spanne über die Bahnstrecke errichtet wurde.:5–6 Die Brücke wurde in weniger als einem Jahr nach Beginn der Bauarbeiten fertiggestellt, was in Anbetracht der Komplexität der Baumaßnahme als angemessen beurteilt wurde.:2 Die Clackline Bridge wurde am 30. August 1935 vom amtierenden Minister für öffentliche Arbeiten H. Millington freigegeben; £9000 wurden investiert. Das erste Fahrzeug, das die Brücke befuhr, war das Fahrzeug Millingtons, in dem er selbst und Albert Hawke auf der Fronthaube saß; ein Junge fuhr auf der hinteren Stoßstange mit.:5–6  Anschließend gab es ein offizielles Mittagessen in Northam, das vom Shire of Northam ausgerichtet wurde.:5–6

### Sicherheitsbedenken und Ausbau
Innerhalb von zwei Jahrzehnten nahmen Verkehrsvolumen, Geschwindigkeit und die Größe der Lastwagen zu, sodass die Brücke als Sicherheitsrisiko betrachtet wurde, vor allem wegen unzureichender Breite und geringem Kurvenradius. Die Brücke wurde 1959–60 verstärkt und verbreitert. Zwar war vorgeschlagen worden, den Fußweg zu entfernen, um so die Fahrbahn zu verbreitern, doch schließlich entschied man sich für eine Verbreiterung des gesamten Bauwerkes um drei Meter, und der Fußweg blieb erhalten. Auch die Brückenauffahrten wurden ausgebaut, und auf beiden Seiten der Bahnstrecke wurden neue Pfeiler eingebaut. Acht neue Brückenträger aus Beton wurden installiert, wovon sechs zuvor beim Causeway zum Einsatz gekommen waren. Die Arbeiten wurden von einer herabhängenden Plattform aus durchgeführt, die hochgezogen werden musste, wenn Züge hindurchfahren wollten. Die Verbreiterung des Bauwerks unter Brückeningenieur Gilbert Marsh kosteten etwa £20.000.:6
Clackline Bridge blieb weiterhin ein Sicherheitsproblem, und in den 1970er Jahren ereigneten sich mehrere Unfälle, die durch die geringe Straßenbreite und den engen Radius verursacht wurden. Außerdem war der Übergang der Straßenoberfläche zwischen den ursprünglichen und den verbreiterten Abschnitten rau. 1978 wurde ein neues Brückendeck aus Stahlbeton eingebaut und zunächst mit Rollsplitt versehen; es wurde 1987 durch Auftrag einer 40 mm dicken Oberfläche aus Asphaltbeton verbessert. In den 1980er Jahren wurde die Eisenbahnstrecke Perth–Northam stillgelegt und abgebaut. Es ereigneten sich in der Zeit eine Reihe von größeren und teilweise tödlichen Unfällen mit Sattelschleppern. Außerdem gab es mehrere Verkehrsunfälle, und die „kreischenden Bremsen von Autos und das Zischen von Luftdruckbremsen“ konnte vor allem nachts häufig in Clackline vernommen werden. Nach jedem Unfall mussten die beschädigten Teile der Brücke – zumeist Leitplanken und Geländer – repariert werden. Bei einem LKW-Unfall wurde der Gehweg 1989 stark beschädigt. Danach wurde der Gehweg nicht erneuert, sondern unterhalb der Brücke neu gebaut, weil die Gleise der Bahnstrecke bereits abgebaut waren.:6–7
Als ein Buschfeuer im Dezember 1993 durch das Gebiet fegte, wurde die frühere Eisenbahnbrücke über den Clackline Brook zerstört. Die Clackline Bridge überstand den Brand geschwächt, doch in einem befriedigenden Zustand. Die Beschädigungen betrafen unter anderem innenliegende Bewegungsfugen, gesprungene Holzträger und andere beschädigte Holzteile. Angrenzend zum westlichen Widerlager, wurde 1998 eine Schleppplatte aus Beton eingebaut, und 2013 wurde das Betonbrückendeck am Pfeiler 13 instand gesetzt.:7–8 Die Clackline Bridge diente bis zum Februar 2008, als die Umgehungsstraße von Clackline eröffnet wurde, zum Überqueren der Great Eastern Highway. Die Brücke ist immer noch in Verwendung für den Verkehr und Teil des lokalen Straßennetzes.

## Nachfolgebau
Als Folge der Unfälle in den 1970er und 1980er Jahren erschien ein Ersatzbau für die Clackline Bridge erforderlich; allerdings erhielten sowohl die Hauptstraßenverwaltung als auch der Shire of Northam Briefe von den Anwohnern, die um die Erhaltung der Brücke ersuchten. 1988 ersuchte der Shire die Hauptstraßenverwaltung, den Wert der Brücke als Baudenkmal in Betracht zu ziehen und den Erhalt des Bauwerkes in den Neubauplänen zu berücksichtigen. Zehn Jahre später, 1998, wurde die Brücke in das Northam Municipal Heritage Inventory aufgenommen und in der Kategorie C eingestuft, was einen Erhalt falls möglich voraussetzt.:7 Im selben Jahr wurde die Brücke auch in eine Untersuchung des Institute of Engineers über größere Holzkonstruktionen im Bundesstaat behandelt, wonach das „gegenwärtige Bauwerk und seine Merkmale signifikant“ wertvoll für die Erhaltung seien.:7 Zu diesem Zeitpunkt war bereits der Bau der Umgehung des Ortes im Zuge des Great Eastern Highway geplant, doch wurden die Unterhaltsarbeiten im erforderlichen Maße fortgesetzt.:7–8 Der Bau der Umgehung von Clackline begann im Januar 2007 und wurde im Februar 2008 abgeschlossen. Die Bevölkerung Clacklines war mit dem Bau der Umgehung zufrieden, hatte aber immer noch Befürchtungen, dass die historische Clackline Bridge abgehen würde. Im November 2008 wurde die Brücke in das Register des Heritage Council of Western Australia aufgenommen. Bei der neuen Streckenführung unterquert der Clackline Brook die Straße mittels eines großen Kastendurchlasses; dieser Neubau ist für den Verkehr sicherer als die alte Clackline Bridge.